# Notozyga gracilis
Notozyga gracilis är en armfotingsart som beskrevs av Norton Hiller 19??. Notozyga gracilis ingår i släktet Notozyga och familjen Chlidonophoridae. Inga underarter finns listade i Catalogue of Life.